# Coney Island–Avenida Stillwell (metro de Nueva York)

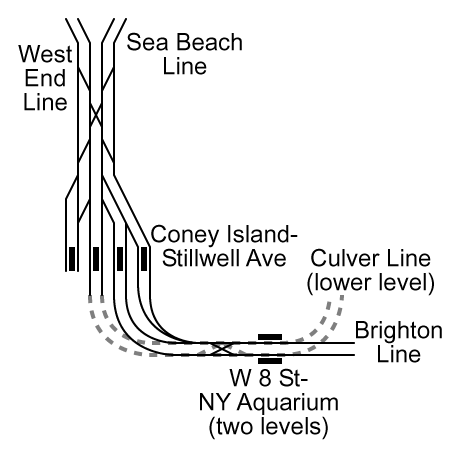
Configuración de las vías alrededor de la Avenida Stillwell.

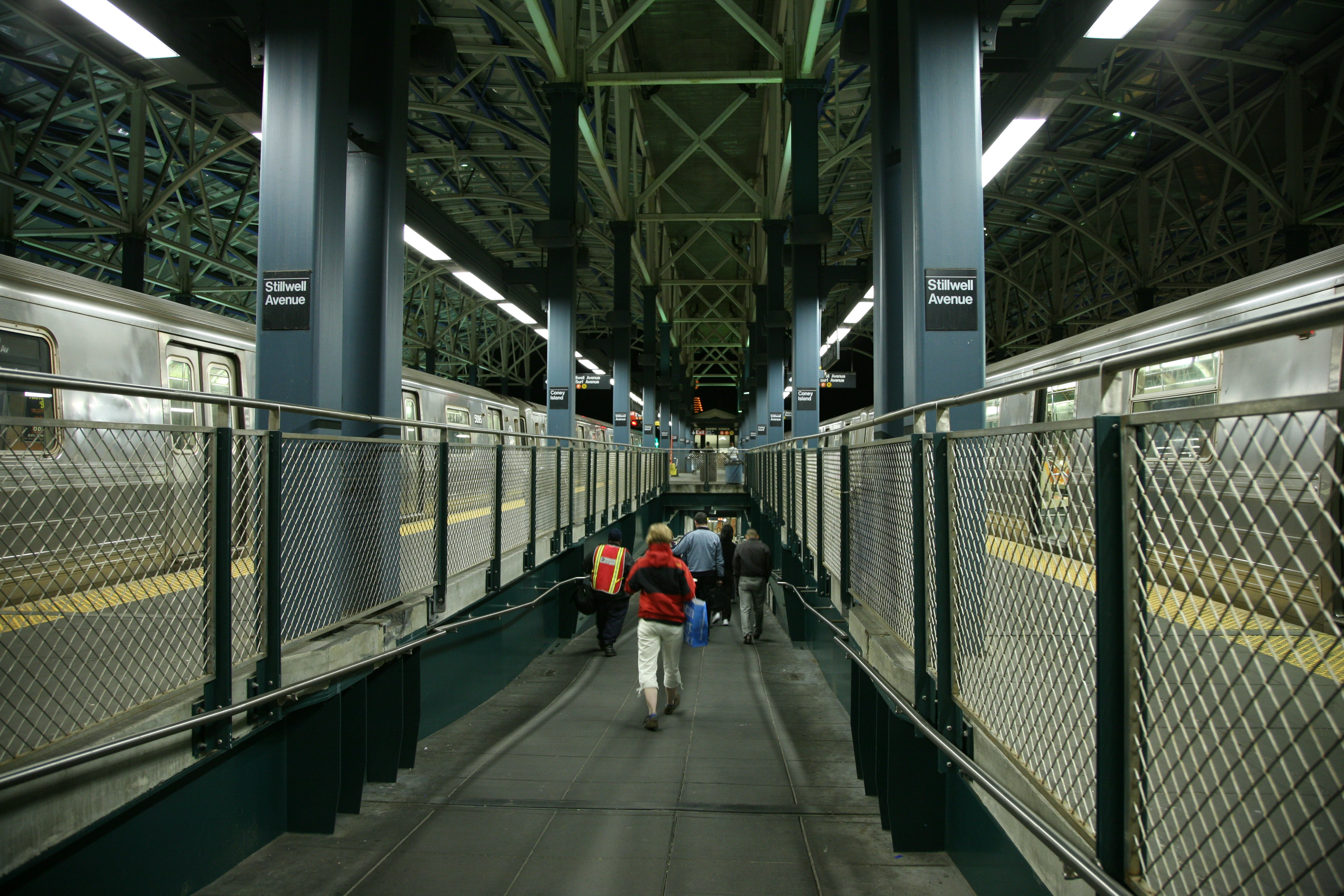
Interior de la estación.

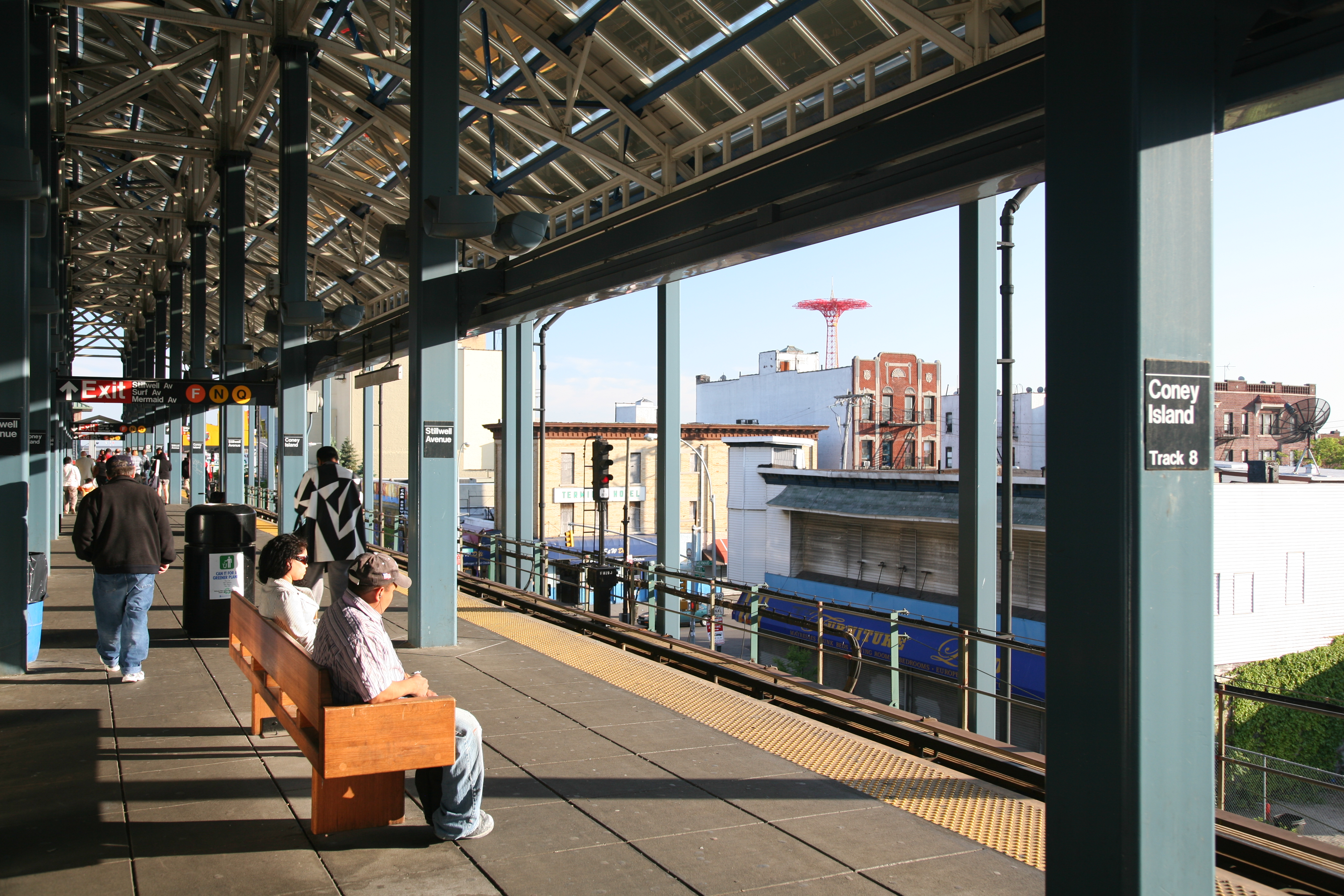
Plataforma de la vía 8 con el Parachute Jump en el fondo.

Coney Island–Avenida Stillwell (también conocida como la Terminal Coney Island) es una estación del metro de la ciudad de Nueva York hacia Coney Island, Brooklyn, y sirve como la terminal para cuatro servicios del metro de la ciudad de Nueva York. Es la terminal elevada más grande del mundo,  y una de las estaciones con energía eficiente más grande de los Estados Unidos.
La estación está localizada en la esquina de las Avenidas Stillwell y Surf en Coney Island, o el sitio de la terminal de la línea West End; es la terminal meridional del sistema del metro de Nueva York. Tiene ocho vías y cuatro plataformas centrales, con trenes entrando en ambos sentidos (norte y sur); sin embargo solo funciona como la terminal con los trenes en sentido sur. 
La terminal es el nuevo hogar del Transit District 34 del Departamento de Policía de Nueva York.

## Servicios

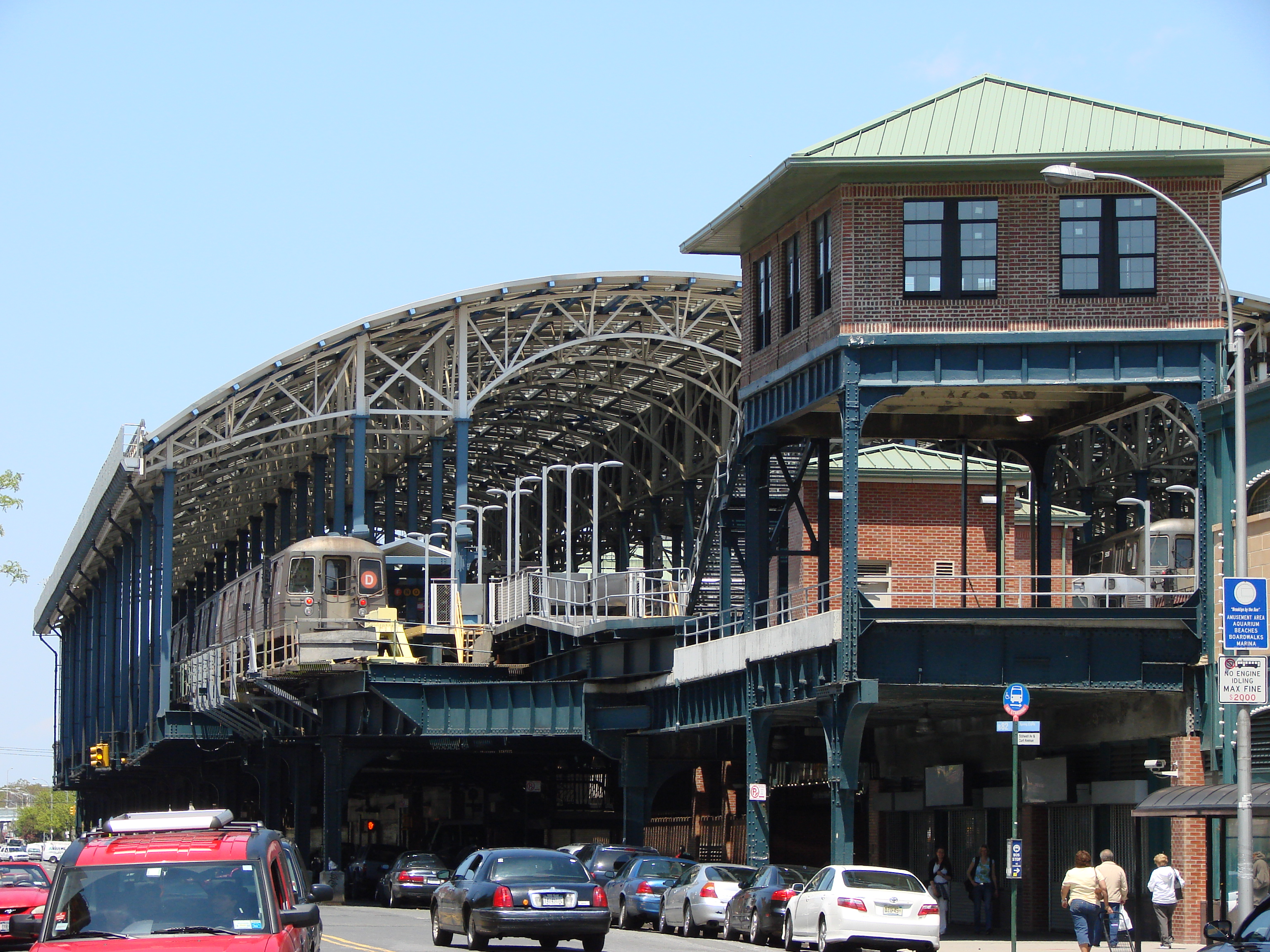
Un Tren D termina en la estación Coney Island–Avenida Stillwell

| Línea                            | Servicio | Vías de la terminal | Terminal norte               |
| -------------------------------- | -------- | ------------------- | ---------------------------- |
| Línea Sea Beach                  | N        | 1 y 2               | Astoria–Ditmars Blvd, Queens |
| Línea Brighton                   | Q        | 3 y 4               | Calle 96, Manhattan          |
| Línea Culver (BMT antes de 1954) | F        | 5 y 6               | Jamaica–Calle 179, Queens    |
| Línea West End                   | D        | 7 y 8               | Norwood–Calle 205, Bronx     |

## Conexiones de autobuses
- B36 oeste hacia Sea Gate, este hacia Sheepshead Bay vía la Avenida Z, Avenidas Nostrand & Surf
- B64 hacia Bensonhurst, Dyker Heights, Bay Ridge vía la Avenida Bath & la Calle 86
- B68 hacia Brighton Beach después vía la Avenida Coney Island hacia Midwood y Prospect Park
- B74 hacia Sea Gate vía la Avenida Mermaid
- B82 hacia Bensonhurst, Gravesend, Midwood, Flatbush, Flatlands, Spring Creek Towers vía Kings Highway & la Avenida Flatlands